# یاکوب یورکا
یاکوب یورکا (چکی: Jakub Jurka؛ زادهٔ ۱۳ ژوئن ۱۹۹۹) شمشیرباز اهل جمهوری چک است.
وی در مسابقات کشوری و بین‌المللی در مجموع برندهٔ ۱ مدال برنز شده است.